# Isopterygium gracillimum
Isopterygium gracillimum är en bladmossart som beskrevs av Brotherus 1908. Isopterygium gracillimum ingår i släktet Isopterygium och familjen Hypnaceae. Inga underarter finns listade i Catalogue of Life.